# Dubai Tour 2014
Die 1. Dubai Tour 2014 war die erste Austragung dieses Etappenrennens. Gesamtsieger wurde Taylor Phinney. Er gewann das Auftaktzeitfahren und die Gesamtwertung, während Marcel Kittel die folgenden drei Etappen gewann.
Gestartet wurde die erste Ausgabe der Rundfahrt mit einem zehn Kilometer langen Einzelzeitfahren durch die Stadt Dubai, wo auch die folgenden drei Etappen gestartet wurden.

## Teilnehmende Mannschaften
| UCI WorldTeams Team Giant-Shimano Team Katusha Movistar Team          | BMC Racing Team Cannondale Tinkoff-Saxo | Omega Pharma-Quick Step Garmin Sharp Trek Factory Racing |
| UCI Continental Teams Banco BIC-Carmim Skydive Dubai Pro Cycling Team | Vini Fantini Nippo                      | RTS-Santic Racing Team                                   |
| Nationalmannschaften Vereinigte Arabische Emirate                     |                                         |                                                          |

## Etappen
| Etappe | Datum          | Strecke                | km       | Etappensieger  | Gesamtführender |
| ------ | -------------- | ---------------------- | -------- | -------------- | --------------- |
| 1      | Mi 05. Februar | Dubai – Dubai          | 10 (EZF) | Taylor Phinney | Taylor Phinney  |
| 2      | Do 06. Februar | Dubai – Atlantis Dubai | 121,6    | Marcel Kittel  | Taylor Phinney  |
| 3      | Fr 07. Februar | Dubai – Hatta          | 162,3    | Marcel Kittel  | Taylor Phinney  |
| 4      | Sa 08. Februar | Dubai – Burj Khalifa   | 120,5    | Marcel Kittel  | Taylor Phinney  |

## Wertungstrikots
| Etappe         | Etappensieger  | Gesamtwertung  | Punktewertung  | Sprintwertung  | Nachwuchswertung |
| -------------- | -------------- | -------------- | -------------- | -------------- | ---------------- |
| 1              | Taylor Phinney | Taylor Phinney | Taylor Phinney | Taylor Phinney | Taylor Phinney   |
| 2              | Marcel Kittel  | Taylor Phinney | Taylor Phinney | Taylor Phinney | Taylor Phinney   |
| 3              | Marcel Kittel  | Taylor Phinney | Marcel Kittel  | Willie Smit    | Taylor Phinney   |
| 4              | Marcel Kittel  | Taylor Phinney | Marcel Kittel  | Willie Smit    | Taylor Phinney   |
| Wertungssieger | Wertungssieger | Taylor Phinney | Marcel Kittel  | Willie Smit    | Taylor Phinney   |